# Оскар Линдберг
Оскар Линдберг (швед. Oscar Lindberg — Шелефтео, 21. октобар 1991) професионални је шведски хокејаш на леду који игра на позицијама централног нападача.
Члан је сениорске репрезентације Шведске за коју је на међународној сцени дебитовао на светском првенству 2013. када је шведски тим освојио златну медаљу. Титулу светског првака освојио је и на СП 2017. године.
Учествовао је на улазном драфту НХЛ лиге 2010. где га је као 57. пика у 2. рунди одабрала екипа Финикс којотса.

## Каријера
Линдберг је играчку каријеру започео у дресу екипе Шелефтеа за коју је пре почетка сениорске каријере у шведској лиги играо у свим млађим категоријама клуба. Са Шелефтеом је освојио и титулу првака Шведске у сезони 2012/13. 
Иако га је на улазном драфту НХЛ лиге који је одржан 2010. одабрала екипа Финикс којотса, већ наредне године трејдовали су га у Њујорк ренџерсе. Ренџерси су га у сезони 2013/14. проследили у своју филијалу Хартфорд волф пексе у развојној АХЛ лиги. Након две сезоне у екипи Хартфорда заиграо је и у НХЛ лиги.